# لکس مولینک
لکس مولینک (انگلیسی: Lex Mullink؛ زادهٔ ۱۹ دسامبر ۱۹۴۴) ورزشکار روئینگ اهل پادشاهی هلند است.
وی در مسابقات کشوری و بین‌المللی در مجموع برندهٔ ۱ مدال برنز شده‌است.